# Yune Sugihara
Sugizo, pseudonimo di Yune Sugihara (杉原 有音?, Sugihara Yune) (Hadano, 8 luglio 1969), è un musicista giapponese.
È chitarrista e violinista dei Luna Sea (riunitisi nel 2010), band con la quale ha ottenuto il successo, fin dal 1989. È inoltre l'attuale chitarrista degli X Japan, del super gruppo S.K.I.N.,  e dei Juno Reactor. Nel 2011 si unisce inoltre ai Violet UK, altro progetto musicale di Yoshiki Hayashi degli X Japan.
Sugizo, inoltre, a partire dal 1997, si occupa del suo personale progetto musicale solista, nel quale si cimenta nella creazione di musica elettronica e psichedelica, a volte collaborando con altri artisti, che vanta la pubblicazione di numerosi album.

## Discografia

### Solista

#### Album
- Truth?- 1997 [1]
- C:Lear - 2003 #56[1]
- Flower of Life - 2011 #62[1]
- Tree of Life - 2011 #69[1]

##### Remix album
- Replicant Lucifer - 1997 #24[2]
- Replicant Prayer - 1997 #54[2]
- Replicant Truth？ - 1997
- Spirituarise - 2007

Compilation
- Sugizo meets Frank Zappa - 1999
- Cosmoscape - 2008

#### Colonne sonore
- Parallel Side of Soundtrack- 2001
- H・Art・Chaos ～Suichoku no Yume～ - 2001
- Music from the Original Motion Picture Soundtrack - 2002 #80[1]
- Silent Voice ～Acoustic Songs of Soundtrack～ - 2002
- Nemuri Kyoshiro Burai-hikae
- 7DOORS Original Soundtrack

### Singoli
- "Lucifer" - 1997 #8[2]
- "A Prayer" - 1997 #7[2]
- "Rest in Peace & Fly Away" - 2002 #46[2]
- "Super Love" - 2002 #42[2]
- "Dear Life" - 2002 #47[2]
- "No More Machine Guns Play the Guitar" - 2003 #50[2]
- "Tell Me Why You Hide the Truth?" - 2009
- "Messiah" - 2009
- "Do-Funk Dance" - 2010
- "Fatima" - 2010
- "Prana" - 2010
- "Dear Spiritual Life" - 2010
- "No More Nukes Play the Guitar" - 2011
- "The Edge" - 2011
- "Miranda" - 2011
- "Neo Cosmoscape" - 2011
- "Enola Gay" - 2011
- "Pray for Mother Earth" - 2011